# Ludmyła Hołowczenko
Ludmyła Hołowczenko (ukr. Людмила Головченко; ur. 31 sierpnia 1978) – ukraińska zapaśniczka w stylu wolnym. Olimpijka z Aten 2004, gdzie zajęła dwunaste miejsce w kategorii 63 kg. Czwarta w mistrzostwach świata w 1996 i 2003. Czwarta na mistrzostwach Europy w 2002 i 2004. Piąta w Pucharze Świata w 2006. Wicemistrzyni Europy juniorów w 1998 roku.